# Subdivisions de Kabardino-Balkarie
 (juillet 2008).
Si vous disposez d'ouvrages ou d'articles de référence ou si vous connaissez des sites web de qualité traitant du thème abordé ici, merci de compléter l'article en donnant les références utiles à sa vérifiabilité et en les liant à la section « Notes et références ».
Cet article dresse une liste des subdivisions de la république de Kabardino-Balkarie, sujet fédéral de Russie.

## Statistiques
En 2008, la Kabardino-Balkarie était subdivisée en :
- 10 raïons (en russe : районы) ;
- 3 villes (города) sous la juridiction de la république.

Certains raïons comprenaient également des villes ou des localités de type urbain (посёлки городского типа) sous la juridiction des premiers ; on comptait 5 villes et 3 localités de type urbain de ce type.
En 2002, la république comptait 168 localités rurales (сельские населённые пункты).

## Subdivisions

### Raïons
Raïons :
- Baksan (Баксанский) ;
- Elbrouz (Эльбрусский) ;
- Lesken (Лескенский) ;
- Maïski (Майский) ;
- Ourvan (Урванский) ;
- Prokhladny (Прохладненский) ;
- Tcheguem (Чегемский) ;
- Tchérek (Черекский) ;
- Terek (Терский) ;
- Zol (Зольский).

### Villes
Villes sous la juridiction de la république :
- Baksan (Баксан) ;
- Naltchik (Нальчик, capitale de la république) ;
- Prokhladny (Прохладный).

Villes sous la juridiction de raïons :
- Tcheguem (Чегем, raïon de Tcheguem) ;
- Maïski (Майский, raïon de Maïski) ;
- Nartkala (Нарткала, raïon d'Ourvan) ;
- Terek (Терек, raïon de Terek) ;
- Tyrnyaouz (Тырныауз, raïon d'Elbrouz).

### Établissements de type urbain
Établissements de type urbain sous la juridiction de raïony :
- Kachkhataou (Кашхатау, raïon de Tchérek) ;
- Zaloukokoaje (Залукокоаже, raïon de Zol) ;
- Zviozdnï (Звёздный, raïon de Tcheguem).